# Renske Leijten
Renske Maria Leijten (Leiden, 17 maart 1979) is een Nederlands politica. Namens de Socialistische Partij (SP) was ze van 2006 tot 2023 lid van de Tweede Kamer der Staten-Generaal. Leijten viel op door haar strijdlust en felheid en bouwde in het parlement een reputatie op als een van de scherpste oppositiepolitici. Tegelijkertijd ging haar kritiek doorgaans vergezeld van een alternatief. Zo kwam bijvoorbeeld de Wet zorg en dwang tot stand die vrijheidsberoving van kwetsbare zorgafhankelijke burgers aan banden legt. Ze werd vooral bekend als een van de blootleggers van de toeslagenaffaire en als aanjager van het onderzoek naar deze kwestie.

## Jeugd en opleiding
Leijten groeide op in achtereenvolgens Noordwijkerhout en Haarlem. Haar ouders hadden in Haarlem een gezinshuis, waarbij in de thuissituatie opvang werd geboden aan jongeren met problemen. Ze volgde het vwo op de Haarlemse vrije school Rudolf Steiner College.
Leijten deed de propedeuse politicologie aan de Universiteit van Amsterdam en studeerde vervolgens Nederlandse taal en cultuur aan de Rijksuniversiteit Groningen. Ofschoon het haar planning was om tijdens het academische kerstvakantie 2006-2007 af te studeren op een scriptie over feministische literatuurkritiek, heeft zij haar master niet gehaald.

## Politieke carrière

### Start loopbaan
Ze werd actief voor de SP-jongerenorganisatie ROOD tijdens haar studententijd in Groningen. Van 2005 tot 2007 was Leijten voorzitter van ROOD, daarvoor was ze twee jaar algemeen bestuurslid. Als politieke inspiratiebron noemde zij de Italiaanse journaliste Oriana Fallaci. Vanaf 2005 was ze tevens fractiemedewerker van de SP in de Tweede Kamer en lid van het dagelijks bestuur van de SP. Door Jan Marijnissen werd ze in 2005 gepolst voor het Kamerlidmaatschap. Bij de Tweede Kamerverkiezingen 2006 werd zij als nummer negen op de kandidatenlijst verkozen in de Kamer.

### Eerste jaren in de Kamer
In het eerste jaar in de Kamer ging Leijten over jongerenzaken, maar zonder dat ze het woord kon voeren over kwesties als werk, onderwijs en criminaliteit. Ze hield haar maidenspeech op 28 maart 2007 bij een debat over de mogelijkheid om met studiefinanciering in het buitenland te studeren. Nadat Marijnissen in 2008 als fractievoorzitter vertrok en Agnes Kant het leiderschap in het parlement overnam, nam Leijten de belangrijke portefeuille gezondheidszorg over van Kant. Tot de Tweede Kamerverkiezingen 2017 was ze de woordvoerder van de SP op zorg- en welzijnsgebied. Ze ageerde onder andere tegen de marktwerking in de zorg, een punt dat in de loop der tijd door steeds meer partijen overgenomen werd. Bij de Tweede Kamerverkiezingen 2010 was ze de hoogstgeplaatste vrouw op de lijst van de SP en werd ze met 41.115 voorkeurstemmen herkozen. Bij de verkiezingen van 2012 en 2017 kreeg ze de tweede plek op de kandidatenlijst, achter lijsttrekker Emile Roemer. Een initiatiefwet van Leijten om de aanbesteding van huishoudelijke zorg in de Wet maatschappelijke ondersteuning (Wmo) niet langer verplicht te stellen en een wetsvoorstel om gemeenten te verplichten een basistarief te hanteren voor thuiszorgorganisaties werden in 2012 door de Kamer aangenomen. Dit was de eerste keer dat het parlement instemde met een initiatiefwetsvoorstel van de SP.
Vanwege zwangerschapsverlof werd zij als lid van de Tweede Kamer in 2014 vervangen door achtereenvolgens Tjitske Siderius en Henri Swinkels. In 2015 beviel ze van een tweede kind, maar werd ze op eigen verzoek niet vervangen. 
Begin oktober 2014 kwam Leijten in het nieuws doordat zij stelde hartelijk te hebben gelachen over een voorval waarbij staatssecretaris Van Rijn aan zijn oor werd getrokken door een actievoerder in een SP-shirt. Minister Plasterk noemde dat een grote uitglijder die niet past bij het goede voorbeeld dat Kamerleden zouden moeten geven. Leijten zei later het incident af te keuren.

### Toeslagenaffaire
Na de Tweede Kamerverkiezingen 2017 werd ze namens de SP-fractie woordvoerder financiën, Europa en de EU. Ze was lid van de parlementaire ondervragingscommissie Fiscale constructies die naar aanleiding van de Panama Papers in 2017 onderzoek deed naar de werkwijze van trustkantoren en de fiscale adviespraktijk. Samen met Pieter Omtzigt (CDA) en Farid Azarkan (DENK) bracht ze de toeslagenaffaire aan het rollen. Voor het aankaarten van deze affaire wonnen Leijten en Omtzigt de publieksprijs Politieke Prestatie van 2019 van het tv-programma EenVandaag. In 2020 maakte ze deel uit van de parlementaire ondervragingscommissie Kinderopvangtoeslag. Als reactie op het rapport van deze commissie viel in januari 2021 het kabinet-Rutte III. Eind 2020 had Leijten van staatssecretaris Alexandra van Huffelen gedaan gekregen dat 8.500 gezinnen die te maken hadden met de toeslagenaffaire een eenmalige uitkering van 750 euro kregen.
In 2019 worstelde ze met burn-outverschijnselen en in deze periode overwoog ze om het parlement te verlaten. Haar rol in het toeslagenschandaal deed Leijten echter besluiten om toch door te gaan en zich in 2021 opnieuw verkiesbaar te stellen. Bij de Tweede Kamerverkiezingen 2021 stond Leijten opnieuw op de tweede plek op de kandidatenlijst, achter lijsttrekker Lilian Marijnissen. De bekendheid die ze vergaarde met de toeslagenaffaire leverde haar ruim 140.000 voorkeurstemmen op. In deze periode maakte ze zich sterk voor een vaste kamercommissie voor Digitale Zaken. Tot dat moment werden digitale thema's in verschillende commissies behandeld. Op 22 april 2021 ging de nieuwe commissie van start, met Leijten als voorzitter. In 2023 werd ze uitgeroepen tot IT-politicus van het jaar. Een initiatiefvoorstel voor een correctief referendum, dat ze had overgenomen van haar partijgenoot Ronald van Raak, haalde in 2022 niet de benodigde tweederdemeerderheid. Ze diende daarop een nieuw voorstel in, dat in 2023 een gewone meerderheid haalde. Aangezien dit een wijziging van de Grondwet vereist, is hiervoor na nieuwe verkiezingen een stemming met tweederdemeerderheid noodzakelijk.

### Vertrek uit de Kamer
Na zeventien jaar Kamerlidmaatschap kondigde ze op 1 juli 2023 aan dat ze nog dezelfde week ging stoppen als Tweede Kamerlid, om zich "op een andere manier bezig te houden met onze democratie", "de echte samenleving weer op te zoeken en daar mensen te gaan organiseren". In haar aankondiging op een partijraad van de SP noemde ze de Haagse politiek 'giftig' en 'traag'. Later stelde zij dat de manier waarop Arib (eveneens een langzittend Kamerlid) vertrokken was en de daaropvolgende polarisatie onder politici en journalisten betreffende Arib een belangrijke rol had gespeeld bij haar overweging om te vertrekken. Als lid van de Commissie werkwijze van de Tweede Kamer was ze hier ook op een ander niveau bij betrokken.
Ze werd opgevolgd door Nicole Temmink. Leijten wil zich bezig gaan houden met acties voor nationalisatie van en een schonere productie bij staalproducent Tata Steel in IJmuiden, iets waarvoor ze zich in het parlement ook al sterk maakte. Ze schreef daarnaast een biografie van toeslagenadvocate Eva González Pérez onder de titel Leuker kunnen we het niet maken. In de aanloop naar de Tweede Kamerverkiezingen 2023, noodzakelijk na de val van het kabinet-Rutte IV in juli 2023, maakte ze deel uit van de partijcommissie die het verkiezingsprogramma van de SP heeft geschreven.
In maart 2024 werd ze gekozen als lid van het SP-partijbestuur.

## Nevenfuncties
Leijten is sinds december 2010 Lid Comité van Aanbeveling voor het Jeugdsportfonds. Ze is sinds juni 2020 voorzitter van Stichting Multiplex, de stichting die het Houtfestival organiseert.

## Persoonlijk
Leijten is in 2012 getrouwd en heeft twee kinderen.

## Uitslagen verkiezingen
| Verkiezingen                  | Plaats Leijten | Zetels SP | Aantal stemmen |
| ----------------------------- | -------------- | --------- | -------------- |
| Tweede Kamerverkiezingen 2006 | 9 (lijst SP)   | 25        | 4.791          |
| Tweede Kamerverkiezingen 2010 | 4 (lijst SP)   | 15        | 41.115         |
| Tweede Kamerverkiezingen 2012 | 2 (lijst SP)   | 15        | 69.146         |
| Tweede Kamerverkiezingen 2017 | 2 (lijst SP)   | 14        | 57.956         |
| Tweede Kamerverkiezingen 2021 | 2 (lijst SP)   | 9         | 143.924        |
| Tweede Kamerverkiezingen 2023 | 50 (lijst SP)  | 5         | 6.960          |

### Bestseller 60
| Boeken met noteringen in de Nederlandse Bestseller 60 | Jaar van verschijnen | Datum van binnenkomst | Hoogste positie | Aantal weken | Opmerkingen |
| ----------------------------------------------------- | -------------------- | --------------------- | --------------- | ------------ | ----------- |
| Leuker kunnen we het niet maken                       | 2024                 | 15-05-2024            | 12              | 2*           | [ 22 ]      |